# Públio Mânlio Vulsão
Públio Mânlio Vulsão (em latim: Publius Manlius Vulso) foi um político da gente Mânlia nos primeiros anos da República Romana, eleito tribuno consular em 400 a.C..

## Identificação
Seu nome aparece escrito de diversas formas nos manuscritos. Alschefskij, o último editor de Lívio, vê "P. Manlius" no primeiro tribunato e "P. Maenius" no segundo. Nos Fastos Capitolinos, o nome "Maenius" não aparece em nenhum dos dois, mas, no lugar dele, há um "P. Manlius Vulso" em 400 a.C. e "Q. Manlius Vulso" (Quinto Mânlio Vulsão Capitolino) em 396 a.C.. Os nomes em Dionísio de Halicarnasso são diferentes, anunciando para este ano seis tribunos, mas só apresenta o nome de quatro (Públio Mânlio, Públio Mélio, Espúrio Fúrio e Lúcio Públílio), o que torna uma conciliação praticamente impossível.

## Tribunato consular (400 a.C.)
Em 400 a.C., foi eleito tribuno consular com Públio Mélio Capitolino, Lúcio Titínio Pansa Saco, Públio Licínio Calvo Esquilino, Espúrio Fúrio Medulino e Lúcio Publílio Filão Vulsco. Lívio, contudo, nomeia um Lúcio Fúrio e não Espúrio Fúrio. Segundo Lívio, Públio Licínio foi o primeiro plebeu a ser eleito tribuno consular, uma afirmação contestada por alguns historiadores modernos.
Roma reconquistou Anxur (Terracina) dos volscos.